# Kenneth Miller Adams
Kenneth Miller Adams, nacido el año 1897 en Topeka, Kansas y fallecido el año 1966, fue un artista estadounidense, pintor, muralista, docente y litógrafo .

## Datos biográficos
Estudió en el Instituto de Arte de Chicago y en la Liga de estudiantes de arte de Nueva York.
Sirvió en la Ejército de los Estados Unidos durante la Primera Guerra Mundial. 
En 1924, se trasladó a Taos, Nuevo México. Allí fue miembro de la Sociedad de Artistas de Taos (del inglés: Taos Society of Artists). En 1933, trabajó para el Federal Art Project.
En 1938, se trasladó a Albuquerque. Fue maestro en la Universidad de Nuevo México. 
En 1961, fue elegido miembro de la National Academy of Design.
Algunas de sus obras se conservan en la colección Anschutz (en inglés: Anschutz collection), y el Museo de Arte Fred Jones de la Universidad de Oklahoma.
Sus papeles se conservan en los Archivos de Arte Americano.